# Silvio Gazzaniga
Silvio Gazzaniga (Milano, 23 gennaio 1921 – Milano, 31 ottobre 2016) è stato uno scultore e designer italiano.
È il creatore dei trofei di importanti competizioni calcistiche, quali la Coppa del Mondo FIFA, della Supercoppa UEFA e della Coppa UEFA/Europa League, tutte prodotte dalla G.D.E. Licensee Bertoni.

## Biografia
Silvio Gazzaniga nasce a Milano il 23 gennaio 1921. Si forma come scultore nelle scuole d'arte del capoluogo lombardo nel periodo delle avanguardie degli anni quaranta. Frequenta la Scuola di Arte Applicata “Umanitaria” e la Scuola Superiore d'Arte del Castello Sforzesco, specializzandosi come orafo e gioielliere. Dopo la seconda guerra mondiale comincia la carriera artistica come scultore di medaglie, coppe e onorificenze e dal 1953 inizia a collaborare con l'allora ditta Bertoni in qualità di direttore artistico e maestro scultore.
Ma è il 1970 l'anno che cambia la vita professionale e la visibilità dello scultore. Come da regolamento, dopo la vittoria della Coppa Rimet per la terza volta da parte del Brasile ai Mondiali del Messico, la Coppa viene aggiudicata definitivamente alla nazionale carioca. La FIFA deve quindi far realizzare un nuovo trofeo. Viene bandito un concorso aperto a tutti gli artisti del mondo e, tra 53 proposte, è quella di Gazzaniga a essere scelta. La nuova Coppa rappresenta la gioia, l'esultanza e la grandezza dell'atleta nel momento della vittoria: due calciatori stilizzati che, felici, sorreggono l'intero mondo. Con la realizzazione di questo trofeo, Gazzaniga raggiunge l'apice del successo e della fama artistica.
Sull'onda di questo successo internazionale, la sua produzione artistica continua e gli vengono direttamente commissionati altri trofei di importanti competizioni calcistiche come la Coppa UEFA/Europa League e la Supercoppa UEFA. Realizza anche le Coppe del Mondo di baseball, bob e volley, e medaglie per manifestazioni importanti anche di altri sport quali pallacanestro, nuoto, sci e altri.
In occasione delle celebrazioni dei 150 anni dell'Unità d'Italia, viene contattato dalla Presidenza del Consiglio dei ministri che, sotto l'alto patrocinio del Presidente della Repubblica Giorgio Napolitano, gli chiede di realizzare un trofeo che si affianchi ai premi delle più importanti competizioni sportive italiane del 2011.
Il 7 dicembre 2003 riceve dalle mani del sindaco di Milano Gabriele Albertini l'Attestato di Benemerenza Civica dell'Ambrogino d'oro, per essersi distinto come “uno dei rappresentanti più prolifici dell'arte contemporanea della nostra città”.
Il 14 ottobre 2011, in una seduta plenaria svoltasi in occasione dell'edizione annuale della Fiera Internazionale Vicenza Numismatica, gli viene consegnato il "Premio Internazionale alla Carriera" conferito dall'Associazione Internazionale Numismatici e Medaglisti con la seguente motivazione: “Il grande artista, nella sua lunga carriera, si è distinto nell'elaborazione di bozzetti per monete e medaglie e, in particolare, ha saputo raffigurare con rara maestria i diversi temi con i quali si è confrontato”.
Sposato per oltre 60 anni con Elsa, ha avuto da lei i figli Gabriella e Giorgio.
Riposa nel Riparto 11 della Galleria BC di Levante Superiore nel Cimitero Monumentale di Milano.

## Coppa del Mondo FIFA
Silvio Gazzaniga è conosciuto per aver creato il trofeo di uno dei più importanti eventi sportivi, la Coppa del Mondo FIFA. Ad alzarla è il capitano della nazionale vincente; Franz Beckenbauer è il primo ad alzarla al cielo nel 1974. Onore che tocca in seguito a Daniel Passarella nel 1978, Dino Zoff nel 1982, Diego Armando Maradona nel 1986, Lothar Matthäus nel 1990, Carlos Dunga nel 1994, Didier Deschamps nel 1998, Cafu nel 2002, Fabio Cannavaro nel 2006, Iker Casillas nel 2010, Philipp Lahm nel 2014, Hugo Lloris nel 2018 e Lionel Messi nel 2022.

### La storia
Dopo la terza vittoria della Coppa Rimet nel 1970 da parte del Brasile ai Mondiali del Messico — e la conseguente definitiva assegnazione della Rimet alla nazionale brasiliana secondo il regolamento dell'epoca — la FIFA ha la necessità di creare un altro trofeo. Il 5 aprile 1971 una commissione appositamente costituita si riunì nella sede della FIFA a Zurigo sotto la supervisione di sir Stanley Rous, l'allora Presidente FIFA, per bandire un concorso internazionale per la creazione di una nuova coppa.
Gazzaniga si mette all'opera chiudendosi una settimana nel proprio studio di via Alessandro Volta, in prossimità dell'Accademia di Brera e del Castello Sforzesco. Prepara il bozzetto e, data la particolare plasticità scultorea che la rende difficile da apprezzare appieno con un semplice disegno, ne prepara un modello in plastilina in seguito “formato” con un calco in gesso. L'azzardo di realizzare l'opera senza avere avuto nessuna conferma né rassicurazione lo premia. Infatti la vista e la possibilità di toccare e “impugnare” l'opera convincono i responsabili della FIFA della sua bellezza scultorea, simbolica e anche della sua “fotogenia” televisiva.

### I numeri
La coppa, fusa con la tecnica detta “a cera persa”, è in oro massiccio a 18 carati e, anche se vuota al suo interno, pesa 6 chili e 175 grammi, è alta 36,8 centimetri e il diametro della base è di 13 centimetri. Il basamento è realizzato da due fasce di malachite verde, mentre intorno e al di sotto del basamento in appositi riquadri predisposti sono incisi, ciascuno nella lingua ufficiale della relativa nazione, i nomi delle nazionali che dal 1974 si sono aggiudicate il trofeo vincendo il Mondiale.
Al contrario della Coppa Rimet, questa coppa non sarà mai assegnata alla squadra che la vincerà per tre volte, ma continuerà a essere rimessa in palio fino al momento in cui tutti i possibili spazi per le incisioni delle nazioni vincitrici verranno riempiti, quindi almeno fino ai mondiali del 2038. A partire da Germania 1974 il trofeo è stato finora assegnato tre volte alla Germania (1974, 1990 e 2014) e all'Argentina (1978, 1986 e 2022), due volte all'Italia (1982 e 2006), al Brasile (1994 e 2002) e alla Francia (1998 e 2018) e una volta alla Spagna (2010).
A partire dai mondiali di calcio di Germania 2006 in poi, la FIFA ha stabilito che il trofeo originale non verrà più dato in prestito alla nazionale di calcio vincitrice. In precedenza il vincitore lo deteneva nella sede della sua federazione per quattro anni restituendolo solo durante la cerimonia dei sorteggi dei gironi. Oggi viene solo consegnato durante la cerimonia di premiazione al capitano della squadra vincente per i festeggiamenti dopo la partita finale. Dopo le celebrazioni, la FIFA regala alla federazione vincitrice del torneo una copia dell'originale.

### Silvio Gazzaniga racconta la sua coppa
“Ho creato la forma liberamente. Il trofeo rappresenta due giocatori che alzano le braccia verso l'alto nella gioia della vittoria. Racchiude in sé il dinamismo, la forza e la velocità dell'azione, lo sforzo sportivo e l'emozione, l'esaltazione di trovarsi in cima al mondo. L'atleta è il protagonista assoluto dell'opera e sorregge il mondo nella felicità e nell'entusiasmo della vittoria. Chi vince una competizione così dura e prestigiosa assume nel momento della vittoria la dimensione di un gigante e il suo premio, la Coppa, deve esprimere tutto questo”.
“Con i due atleti che alzano le braccia, ho voluto significare il momento di gioia e di esaltazione della vittoria. La sfera che li sovrasta, modellata a rilievo con l'immagine fedele dei continenti, ricorda il mondo e, al contempo, il pallone mentre le linee tra le due figure umane quasi speculari, nella loro contrapposizione, esprimono un movimento dinamico tipico dello sport. La materia grezza tra le due facce contrapposte del trofeo esprime il vigore, l'energia e la rudezza del gioco del calcio e dell'intenso impegno sportivo”.
“Dalla base si raccoglie e prende slancio un movimento elicoidale di linee che si elevano e si dilatano sino a raggiungere il mondo. Dalla compatta massa scultorea, dalle notevoli tensioni dinamiche, emergono i profili e le figure di due atleti nel momento esaltante della vittoria”.
"Se mai lo dovessi rifare, non modificherei affatto il mio progetto di allora. Il fatto che il trofeo resiste nel gradimento alle mode successive, testimonia che mi sono ispirato a principi estetici e simbolici ormai divenuti universalmente compresi”.»

## Onorificenze
Nel 2017 il Comune di Milano ha deciso che il suo nome venga iscritto nel Pantheon di Milano, all'interno del Cimitero Monumentale.